# Frumosu (okręg Neamț)
Frumosu – wieś w Rumunii, w okręgu Neamț, w gminie Farcașa. W 2011 roku liczyła 414 mieszkańców.